# Shogun (brädspel från 2006)
Shogun är ett strategibrädspel konstruerat av Dirk Henn och utgivet Queen Games 2006. Spelet bygger på Hennes tidigare brädspel Wallenstein och är även detta för 3 till 5 personer. Spelet utspelar sig under Sengokuperioden i Japan och varje spelare antar rollen som en Daimyo som ska leda sina trupper. Poäng utdelas två gånger under spelet för ägande av provinser, tempel, teatrar och slott och den som har emst i slutet vinner och promoveras till shogun.

## Utrustning
Shogun spelas på ett bräde som har tryck på båda sidorna, den ena sidan är markerad med en solsymbol och den andra med en måne. Båda sidorna har en karta som utgörs av 5 områden, vardera uppdelade i 9 provinser. Hur dessa är belägna skiljer sig åt mellan sidorna.
Det finns sex typer av kort:
- Provinskort. Varje provins har ett provinskort som svarar mot den. Om samma provins finns på brädets båda sidor så finns det två provinskort, det ena märkt med en sol och det andra med en måne för att visa vilken sida den av brädet kortet motsvarar.
- Krigskassakort föreställer krigskassor med värde mellan 0 och 4.
- Specialkort tilldelas exakt ett var till varje spelare och förunnar dem unika färdigheter.
- Handlingskorten bestämmer i vilken ordning spelhändelser äger rum.
- Händelsekort föreställer slumpmässiga händelser som påverkar alla spelare.
- Daimyo-kort visar spelarnas turordning.

Färgade träkuber används för att representera arméer. 310 kuber är jämnt fördelade över de fem färgerna svart, röd, gul, lila och blå. Därutöver finns 20 gröna träkuber som repsenterar neutrala bondarméer (folkuppbåd). När man strider mot en annan spelare kasta båda spelarna sina träkuber i ett stridstorn ("Battle Tower") för att avgöra vinnaren.
En av 80 byggnadsbrickor, vara 28 slott, 26 teatrar och 26 tempel, placeras i en spelares provins när spelaren upprättar någon av dessa byggnader där.
Spelet innehåller även 35 stycken träfärgade kistor och 20 orangefärgade med värde 1 och 5 respektive.

## Mottagande
Shogun tilldelades 2007 Boardgamegeek Golden Geek för årets bästa "Gamer's game". Under samma år nominerades det även till Nederlandse Spellenprijs.